# Мале Городно
Мале Городно (біл. вёска Малая Гарадно) — село в складі Крупського району Мінської області, Білорусь. Село належало Видрицькій сільській раді, розташоване в східній частині області.
Рішенням Мінської обласної ради депутатів від 30 жовтня 2009 року, щодо змін адміністративно-територіального устрою Мінської області, село Мале Городно підпорядковане Ухвальській сільській раді.